# Igreja Matriz de Nossa Senhora da Conceição (Viamão)
A Igreja Matriz de Nossa Senhora da Conceição é um templo Católico brasileiro localizado na cidade de Viamão, estado do Rio Grande do Sul. É a segunda igreja mais antiga do estado e sede da paróquia mais antiga da Arquidiocese de Porto Alegre.
É também o principal marco arquitetônico de Viamão, e foi tombada pelo IPHAN em 20 de julho de 1938. Sua presença organizou a urbanização da zona central da cidade e sua história é colorida por muitas lendas e tradições.

## História
Os habitantes presentes na região antes da colonização, e presentes no território do município até hoje, são os índios mbyá-guaranis e kaingangs. A partir de 1732, o Rio Grande de São Pedro - como era conhecido o Rio Grande do Sul - passou a atrair colonizadores que se radicaram na região de Viamão. Elevada à categoria de freguesia em 1747, em 1763 acolheu a governança da província, que até então tinha sede na Vila do Rio Grande, e que foi transferida devido à invasão espanhola. Viamão se conservou sede do governo até 1773, quando este, por razões práticas, passou ao arraial formado junto ao porto de Viamão, situado no Lago Guaíba, hoje Porto Alegre, durante o governo de José Marcelino de Figueiredo. E em 1880 desmembra-se de Porto Alegre para tornar-se vila e sede de um município independente.
Este templo dedicado a Nossa Senhora da Conceição, um dos mais significativos símbolos da identidade local, substituiu uma capela fundada por Francisco Carvalho da Cunha, que se estabelecera nos Campos de Viamão, no sítio chamado Estância Grande. O estancieiro doou meia légua de terra de sua propriedade para a obra, mais 40 éguas, 4 cavalos, 20 vacas e dois touros, entre outros animais. A permissão oficial para construção veio através da provisão eclesiástica de 14 de setembro de 1741. A data fixou-se como a data oficial de fundação da cidade. Em 15 de maio de 1746 teria sido celebrada a primeira missa. A região em torno rapidamente começou receber colonos, em 1747 foi criada a paróquia, separando-a de Laguna, e a capela ganhou estatuto de Matriz. A partir de então centralizaria boa parte da atividade social e política da cidade. Além das funções litúrgicas, a capela abrigava irmandades e confrarias de expressiva atuação social e beneficente, sediava festividades, fazia os registros de casamentos, nascimentos, óbitos e testamentos, que tinham validade civil, era o local de votações para vereadores, e em suas portas era afixados os avisos públicos, os decretos e leis. Na época, havia uma íntima associação entre o poder civil e o religioso.
O projeto da presente edificação foi atribuído ao Brigadeiro José Custódio de Sá e Faria, sendo construída por Francisco da Costa Senne a partir de 1766, tendo sido celebrada a primeira missa pelo padre José Malta em 6 de abril de 1770. É possível que o que vemos hoje seja uma terceira igreja, supostamente inaugurada em 11 de junho de 1797. A documentação sobre as suas etapas construtivas não é clara, mas há alusões nos livros da Irmandade do Santíssimo Sacramento de que no fim da década de 1780 o prédio estava já decadente, e a irmandade, com o assentimento da população, determinava que se tirasse pedra para uma nova igreja e que fossem usados na fachada do edifício novo elementos do frontispício e das torres do velho. Se isso realmente foi levado a cabo não se sabe ao certo, tudo pode ter se resumido a reparos no prédio original. Athos Damasceno assegura que o prédio atual é aquele construído a partir de 1766 e concluído três anos depois.
É a segunda igreja mais antiga do estado ainda em uso, atrás apenas da Catedral de São Pedro, em Rio Grande, e uma das mais elogiadas por antigos viajantes estrangeiros em visita a estas terras, destacando-se as menções de Auguste de Saint-Hilaire em 1820 e Nicolau Dreys em 1849. Saint-Hilaire disse:
"Depois de São Paulo não tinha visto nenhuma igreja comparável a essa, possuindo duas torres, bem conservada, extremamente asseada, clara e ornamentada com gosto. Pelas igrejas do Brasil pode-se aferir do quanto seria o brasileiro capaz, se sua instrução fosse mais cuidada e se tivesse alguns bons modelos para orientar-se. Quem conhecer apenas as igrejas das aldeias da França, achará que as artes em nosso país ainda estão em sua infância, dado o mau gosto das obras, o estilo bárbaro dos ornatos, a violação das regras da arte e tantos outros defeitos".
Na época da Revolução Farroupilha já se acusava a necessidade de reparos urgentes, que porém só viriam a ser efetivados em 1854, por Francisco José Pacheco Filho. Em 1938 foi tombada pelo Patrimônio Histórico e Artístico Nacional. Em seu entorno nada restou dos tempos coloniais, permanecendo a igreja como uma relíquia singular da arquitetura setecentista no município.

## O edifício

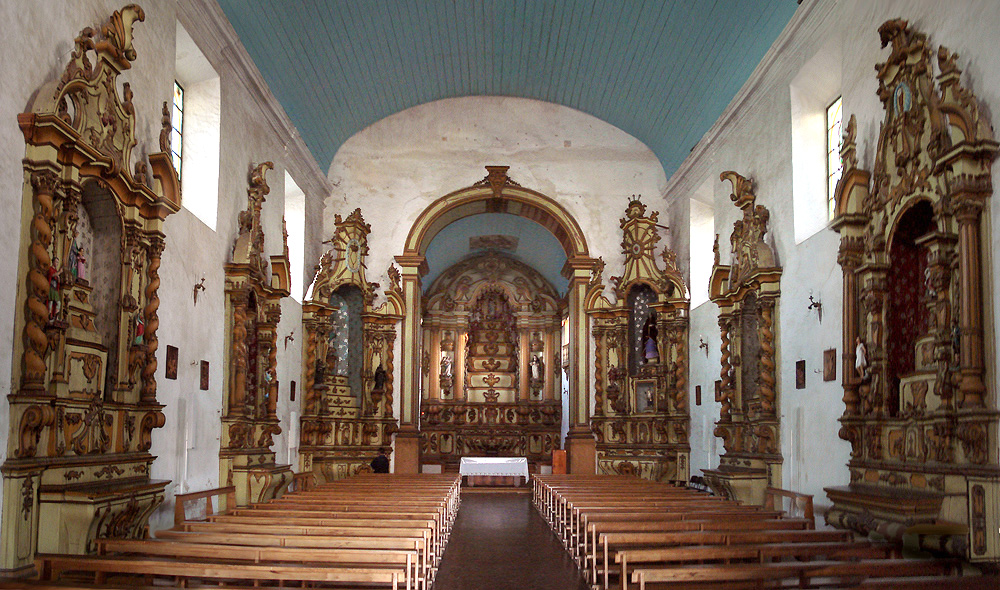
Interior: nave com altares laterais e capela-mor ao fundo

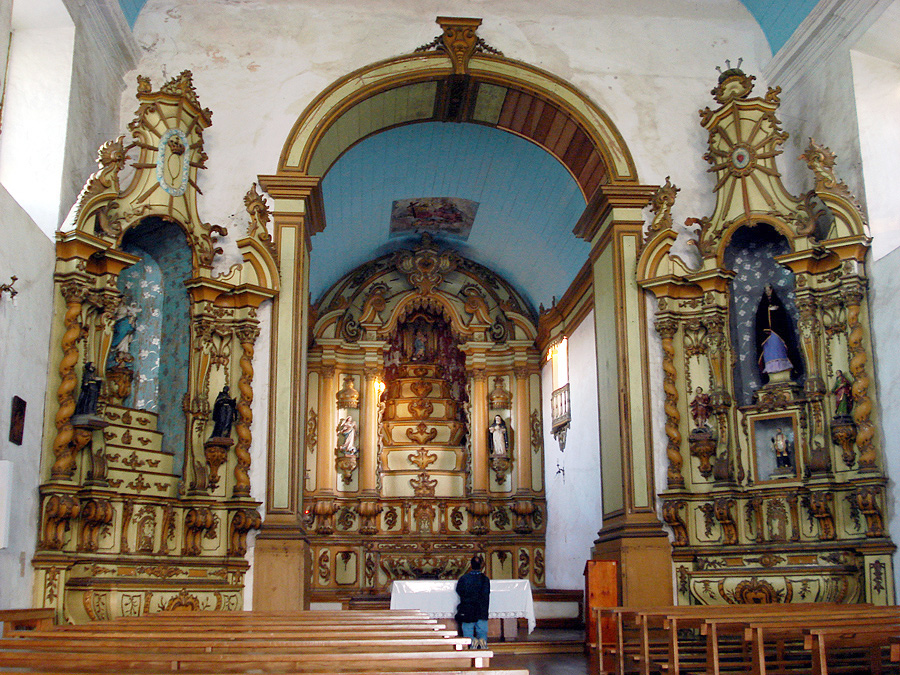
Capela-mor e altares do cruzeiro

Ao longo do século XIX o prédio sofreu diversas reformas, cujo detalhamento é pouco conhecido. A configuração atual parece diferir significativamente do que é descrito nos termos do contrato de construção assinado por Francisco da Costa Senne (onde o autor do projeto não é especificado), que previa um templo mais semelhante ao padrão colonial do centro do país, com um janelão acima da porta de entrada, duas janelas nas laterais, todas ornamentadas com vergas, ombreiras, peitoris e sancas. As cornijas seriam projetadas somente no alinhamento das vergas, a ornamentação interna em talha deveria ser bem mais rica, se estendendo a todas as partes com madeira, e as janelas da nave teriam moldura, folhas de fechamento, peitoris, vergas e ombreiras.
O resultado das sucessivas intervenções ainda preserva reconhecível um plano geral barroco, com elementos rococós na decoração. Por suas paredes espessas e feição imponente assemelha-se a uma fortaleza, o que tem sido interpretado como um reflexo do período de disputas de fronteira entre os territórios português e espanhol na América do Sul. Tem sido muito louvada pela sua monumentalidade e pela beleza da sua decoração em talha, cujo risco alguns autores atribuem a Francisco da Costa Senne. Segundo Mariza Lópes, o altar-mor, cujo estilo difere dos outros, é de Bartolomeu Teixeira Guimarães. Diz Marcia Bonnet que ele se assemelha — em estrutura, distribuição dos elementos e motivos ornamentais — a vários outros retábulos localizados em diferentes vilas da capitania de São Vicente, mas não identifica um autor.
Localizada na larga praça central da cidade, sua entrada se dá através de um grande adro com pequena escadaria e balaustrada. O frontispício, em granito vindo da cidade de Porto, é discreto, mas a porta única, central, mostra rica talha rococó. Aos lados, duas colunas toscanas ornamentais que nada sustentam terminam no segundo nível, onde se abrem duas janelas de arco abatido fechadas por vitrais, e tendo ao centro um óculo quadrifólio com pontas entre os lobos. Acima, um frontão em triângulo isósceles nu é arrematado por uma cruz central e um perfil em escada, acima do triângulo. O cornijamento em toda a fachada é estreito e sem adornos.
O corpo da igreja é ladeado por duas torres sineiras iguais, com aberturas estreitas junto à base e arcos abertos no nível superior para os sinos. São largas e muito espessas, e possuem um oco exíguo que abriga apenas uma estreita escada até o topo. O coruchéu tem ornamentação simples com volutas discretas e bandeirolas.
A fachada traseira é bem menos ampla, acompanhado as menores dimensões da capela-mor, e possui apenas duas janelas retangulares estreitas no nível térreo e um óculo pequeno redondo acima, centralizado, e telhado visível em duas águas. Em ambos os lados existem anexos térreos para a sacristia e a secretaria, com entradas independentes, igualmente em estilo barroco colonial.
O interior tem janelas altas, teto sem adornos em ripas pintadas de azul claro, em arco abatido. É de nave única, dividindo-se apenas para delimitar a capela-mor. À esquerda da entrada vemos um batistério simples, contendo apenas uma pia batismal de pedra, e é fechado por uma porta de folha dupla vazada, em madeira torneada. Sobre a entrada um grande coro de madeira, de linhas geométricas simples e sustentado por duas colunas igualmente discretas.

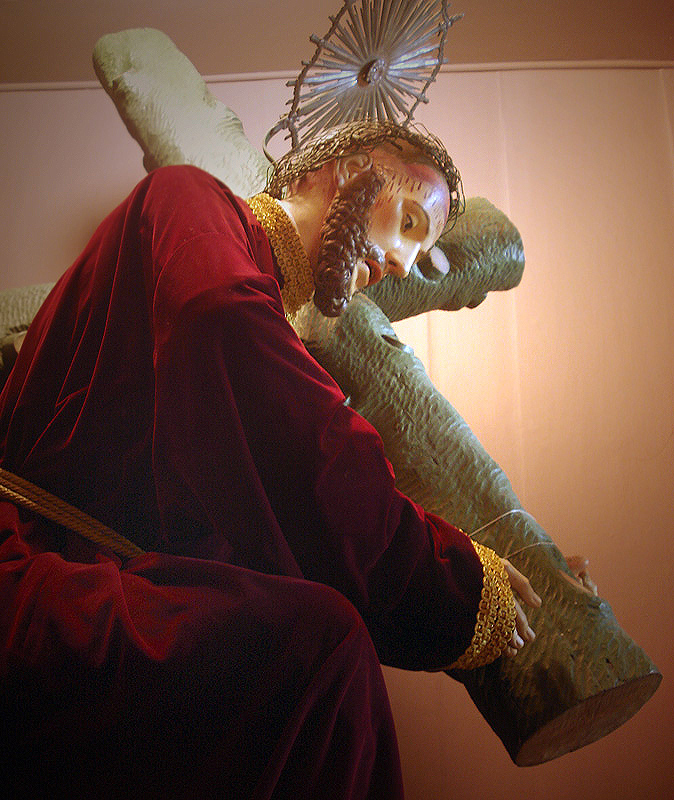
Senhor dos Passos, na sacristia

Existem 6 altares laterais, dedicados a Santa Bárbara, São Miguel Arcanjo, Santa Ana, o Divino Espírito Santo, Nossa Senhora do Rosário e Nossa Senhora das Dores, todos com vários níveis e nichos para outras imagens secundárias. Apresentam uma talha rococó de inspiração vigorosa e elegante, acabamento esmerado e com arremates que assemelham a labaredas, sendo todos de um mesmo desenho geral mas todos diferentes nos detalhes, o que confere unidade e ao mesmo tempo variedade à decoração interna.
Na capela-mor, com duas janelas laterais elevadas, com balaústres e marcos decorados, ergue-se o altar-mor em escada, dedicado a Nossa Senhora da Conceição, com imagens secundárias de Nossa Senhora da Paz e Santa Rosa de Lima. O conjunto tem estilo ligeiramente diverso dos altares menores, sendo mais majestoso, mais arquitetural e menos decorativista, recuperando um barroco mais antigo e austero, mas também é de talha primorosa, com um frontão movimentado em arcos interrompidos, volutas e medalhões. Acima, no teto, aparece o único exemplar de pintura mural em todo o interior (exceto pequenos adornos florais sob o coro), com uma cena representando a Santíssima Trindade.
Passando-se por dentro da capela-mor tem-se acesso à sacristia, à esquerda, onde estão guardados o púlpito e o ambão, removidos da nave para melhor preservação, uma expressiva coleção de Bandeiras do Divino de procissão, e uma capelinha também de lavra rococó com douradura, fechada por portinholas envidraçadas, com duas imagens de roca processionais, uma representando o Senhor Morto e outra o Senhor dos Passos.